# Ejército de Maniobra (Italia)
El XX Cuerpo de Ejército fue un cuerpo del Regio Esercito durante la Segunda Guerra Mundial. El XX Cuerpo participó en la Campaña del Desierto Occidental desde el verano de 1941 hasta 1943.
Entre el 10 de septiembre de 1941 y el 10 de marzo de 1942, la unidad recibió el nombre de Cuerpo de Ejército de Maniobra (en italiano: Corpo d'Armata di Manovra).

## Orden de batalla en El Alamein
- Comandante Teniente General Giuseppe De Stefanis
  - VIII Grupo de Artillería del Ejército (parte)
  - 90.ª Compañía de Ingenieros
  - 132.ª División blindada Ariete, Mayor general Francesco Antonio Arena
    - 132.º Regimiento de Tanques
    - 8.º Regimiento de Bersaglieri (motorizado)
    - 132.º Regimiento de Artillería (motorizado)
    - 1.º Regimiento Escuadrones "Nizza Cavalleria"
    - XXXII Batallón Mixto de Ingenieros (motorizados)

  - 133.ª División Blindada "Littorio", Mayor General Gervasio Bitossi
    - 133.º Regimiento de Infantería de Tanques
    - 12.º Regimiento de Bersaglieri (motorizado)
    - 3.º Regimiento de Artillería
    - 133.º Regimiento de Artillería (parte)
    - 5.º Regimiento "Lancieri di Novara"

  - 101.ª División Motorizada "Trieste", general de brigada Francesco La Ferla
    - 65.º Regimiento de Infantería
    - 66.º Regimiento de Infantería
    - 21.º Regimiento de Artillería
    - VIII Batallón Blindado de Bersaglieri
    - XI Batallón de Tanques
    - LII Grupo Mixto de Artillería

## Comandantes
- Generale di CA spe Ferdinando Cona (22 de enero de 1939 - 6 de febrero de 1941)
- Generale di D fuori quadro Enrico Armando (Comandante de la Fortaleza de Trípoli)
- Generale di D spe Carlo Spatocco (16 de marzo - 15 de agosto de 1941)
  - Generale di CA spe Carlo Vecchiarelli (15 de agosto de 1941 - 19 de enero de 1942): Comandante de la Fortaleza de Trípoli
  - Generale di CA spe Gastone Gambara (15 de agosto - 31 de diciembre de 1941): Corpo d'Armata di Manovra[2]
- Generale di CA spe Francesco Zingales (19 de enero - 20 de marzo de 1942)
- Generale di D spe Ettore Baldassarre (21 de marzo - 26 de junio de 1942) (KIA)
- Generale di D spe Giuseppe De Stefanis (27 de junio - 29 de noviembre de 1942)
- Generale di D spe Gervasio Bitossi (29 de noviembre de 1942-18 de febrero de 1943)
- Generale di CA spe Taddeo Orlando (18 de febrero - 13 de mayo de 1943) (POW)[3]